# Проективное покрытие
Проективное покрытие — в геоботанике — показатель, определяющий относительную площадь проекции отдельных видов или их групп, ярусов и т. д. фитоценоза на поверхность почвы. Проективное покрытие является одним из основных показателей обилия в фитоценологии. Различают общее проективное покрытие (покрытие всего яруса) и частное проективное покрытие (покрытие отдельных видов). Также выделяют истинное проективное покрытие, то есть относительную площадь оснований растений (этот показатель применяют только для определения задернованности).
Проективное покрытие может определяться в количественных или в балльных величинах. Для определения количественных характеристик проективного покрытия применяют ряд методов:
1. Определение на глаз. Проективное покрытие можно определять по визуальной шкале с 10 градациями: 10, 20, 30, 40, 50, 60, 70, 80 ,90, 100 %. Глаз человека вполне может определить степень проективного покрытия с точностью 10 %[1]
2. Метод уколов. Предложен в 1933 году новозеландскими геоботаниками[2] Суть его состоит в том, что для определения проективного покрытия растений используют рамку, на которой укрепляются 10 металлических игл через каждые 5 см. При опускании игл на почву отмечаются виды, которых коснулась игла. На основе данных, получаемых этим методом можно определить следующие величины:
а) покрытие отдельных видов, определяющееся как процент точек, на которых отмечено присутствие того или иного вида;
б) участие вида в травостое (частное проективное покрытие); если принимать во внимание все касания, учитывая, что при одном опускании иглы вид может коснуться её несколько раз, отношение числа касаний данного вида к общему числу касаний даст величину, показывающую участие вида в травостое по объему наземных частей.
Точечный метод не освобожден от ошибок и субъективизма, но все же он может давать достаточно точные данные, особенно при относительных измерениях.

Сеточка Раменского

3. Сеточка Раменского. Сеточка РаменскогоПредставляющая собой небольшую пластинку, в которой вырезано прямоугольное отверстие размером 2х5 или 3х7,5 см. Отверстие делят на 10 квадратных клеток по 1 или 1,5 см² каждая. Затем рассматривают травостой через этот прибор и мысленно скучивают пространство, покрытое растениями к одному концу сеточки, а непокрытое — к другому, определяя сколько ячеек занимает покрытая площадь. Повторяя такую процедуру несколько раз, можно добиться достаточной для целей исследования точности определения проективного покрытия.

Общее покрытие не равняется сумме покрытий видов, так как наземные части растений перекрывают друг друга.
Для менее точных измерений применяют балльные шкалы проективного покрытия. Их делят на асимметричные (неравнодистанционные) и симметричные (равнодистанционные). Поскольку почти каждый уважающий себя геоботаник считал своим долгом разработать новую шкалу, их навводили весьма большое количество, и большинство из них мало чем принципиально отличаются друг от друга и не используются.
По мнению ряда авторов наиболее корректно пользоваться неравнодистанционными шкалами с логарифмически возрастающими интервалами, так как на разных отрезках градиента покрытия разрешающая способность визуального учёта неодинакова.
Примером равнодистанционной шкалы является шкала Браун-Бланке: 1 балл — до 5 %, 2 — 5-25 %, 3 — 25-50 %, 4 — 50-75 % и 5 — 75-100 %.
Примером неравнодистанциооной шкалы является шкала Б. М. Миркина: + — до 1 %, 1 — до 5 %, 2 — 5-15 %, 3 — 15-25 %, 4 — 25-50 %, 5 — 50-100 %.